# Mercury Monterey (2003)
Mercury Monterey – samochód osobowy typu minivan klasy średniej produkowany pod amerykańską marką Mercury w latach 2003 – 2007.

## Historia i opis modelu

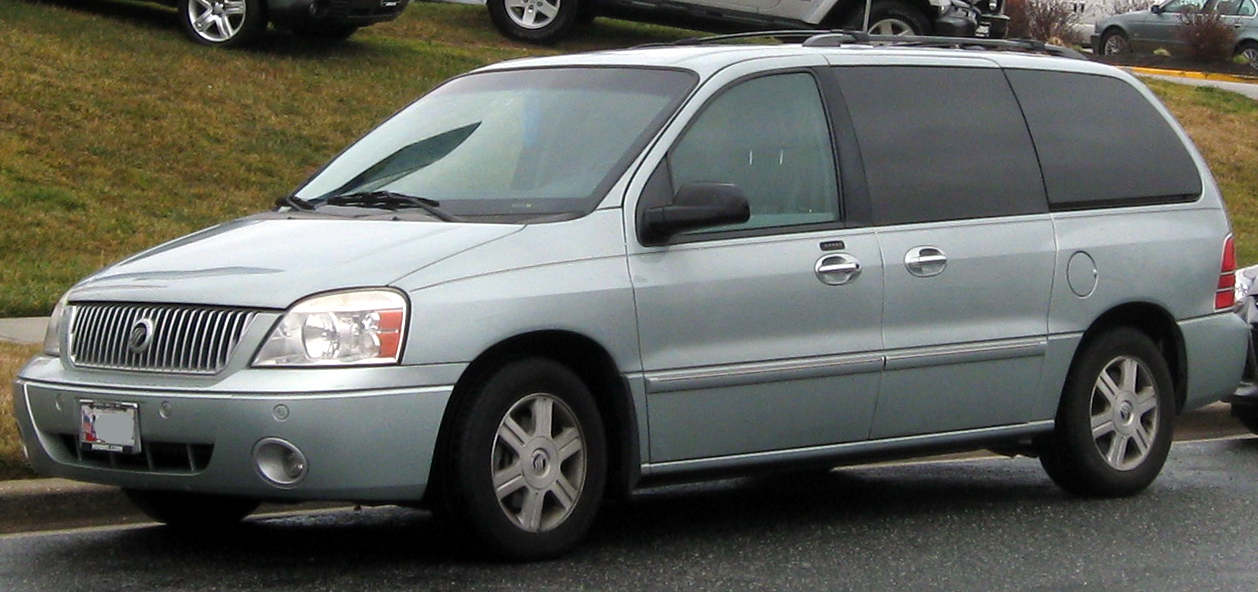
Mercury Monterey

W 2004 roku Mercury zdecydowało się zakończyć wieloletnią współpracę z Nissanem i zakończyło produkcję modelu Villagera zbudowanego na bazie Nissana Questa na rzecz następcy z nową nazwą. Stosowana już w latach 50., 60. i 70. nazwa Monterey została przywrócona do użytku dla luksusowej, bliźniaczej odmiany Forda Freestara. 
Samochód odróżniał się chromowanymi ozdobnikami nadwozia i bogatszym wyposażeniem. Sprzedaż zakończyła się w 2007 roku bez następcy z powodu symbolicznej sprzedaży.

### Wersje wyposażenia
- Convenience
- Luxury
- Premier

### Silnik
- V6 4.2l Essex